# Eric Grundén
Carl Eric Grundén, född den 10 oktober 1896 i Stockholm, död den 22 februari 1987 i Hellerup, Danmark, var en svensk jurist.
Grundén avlade studentexamen 1915 och juris kandidatexamen vid Stockholms högskola 1920. Efter tjänstgöring i Stockholms rådhusrätt och i olika domsagor 1920–1925 blev han amanuens i Österbygdens vattendomstol 1925, tillförordnad vattenrättssekreterare 1926, assessor i Svea hovrätt 1931, hovrättsråd där 1937 och revisionssekreterare 1939 (tillförordnad 1935). Grundén var häradshövding i Rönnebergs, Onsjö och Harjagers domsaga 1944–1963. Han blev riddare av Nordstjärneorden 1939 och av Vasaorden 1944 samt kommendör av Nordstjärneorden 1955.